# سیارک ۱۱۶۷۰
سیارک ۱۱۶۷۰ (به انگلیسی: 11670 Fountain، نامگذاری:1998AU9) یازده هزار و ششصد و هفتاد و یکمین سیارک کشف شده‌است که در ۶ ژانویه ۱۹۹۸ کشف شد.
قدر مطلق سیارک برابر ۳۵٫۴ است.